# Schlösschen Zwingenberg

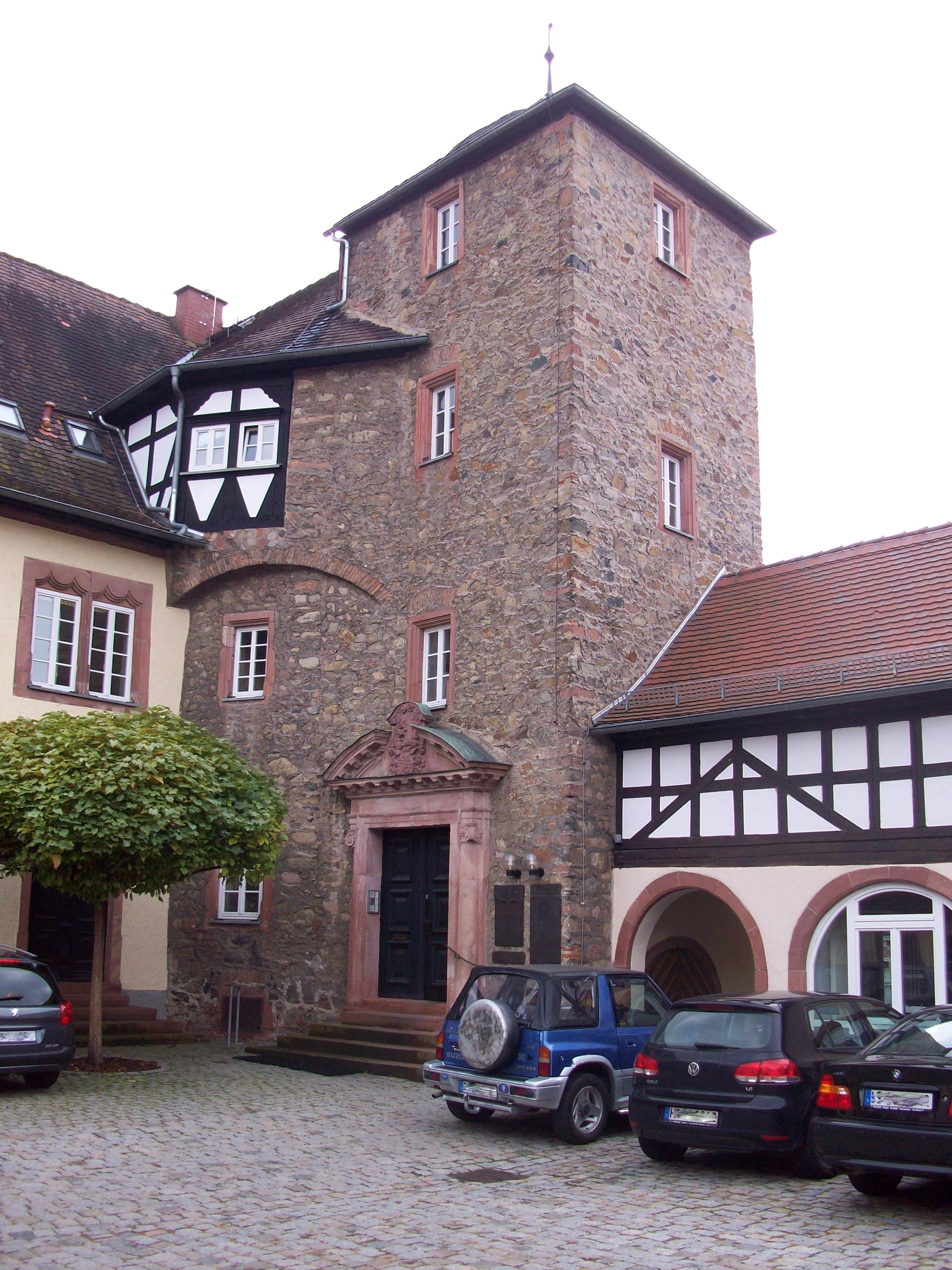
Der Turm von Nordosten mit Eingang und Wappen

Das Schlösschen Zwingenberg ist eine kleinere Schlossanlage in Zwingenberg im hessischen Landkreis Bergstraße. Der denkmalgeschützte Bau ging aus einer Niederungsburg hervor und ist seit 1969 das Rathaus des Ortes.

## Geografische Lage
Die Burg wurde am nordwestlichen Ende der nördlichen Stadtmauer von Zwingenberg auf etwa 105 m ü. NN am Eckpunkt der hier entlang der Bundesstraße 3 nach Süden abknickenden Stadtmauer von Zwingenberg errichtet. Sie schützte im Norden den schmalen Rand zwischen den Höhen der Bergstraße und der damals sumpfigen Niederung des alten Neckarlaufs sowie die Zollwege von Nord nach Süd am Ort vorbei und den Ort selbst.

## Geschichte
Wahrscheinlich befand sich an der Örtlichkeit neben dem Befestigungsturm der Stadtmauer bereits vor 1500 ein Vorgängerbau, ein Burgmannenhaus über hufeisenförmigem Grundriss im Eigentum der Herren von Frankenstein. Danach kam das Allod vermutlich als Amtssitz an Eberhard von Bischofsrode, der verschiedentlich auch als Bauherr angenommen wird. Er war von 1500 bis 1516 Amtmann von Auerberg, für 1534 ist er als Oberamtmann der Obergrafschaft Katzenelnbogen urkundlich nachgewiesen. 1535 wurde „Ebert von Bischofferode“ von Philipp dem Großmütigen in seinen Instruktionen für die Wormser reichsständische Versammlung neben Siegmund von Boineburg als „seyn Rat“ bezeichnet. Es wird angenommen, dass er das Schlösschen um 1520 neu erbauen ließ.
Erst 1603 ist der Burgsitz erstmals urkundlich nachgewiesen, als die Erben des Eberhard von Bischofsrode den Besitz an Arnold Schwarz verkaufen. Sein Nachfahr Ludwig Moritz Schwarz verkaufte 1664 das Schlösschen für 3600 fl. an Friedrich Cretzschmar. Von 1688 bis 1700 ist die Burg als Besitz von Bernhard Schaffalitzky von Muckadell (auch Muckodell) nachgewiesen, der die zugehörige Parzelle durch Geländeankäufe von Landgraf Ernst Ludwig vergrößerte.
1701 bis 1707 war das Schlösschen im Besitz von Carl Ludwig von Felsen.
1712 wurde das Anwesen vom Erben an „Johann Christoph Mohr, Edler von Mohrenfeldt“ verkauft. Vermutlich handelt es sich dabei um J. C. Mohr (1640–1730), Gräflich limpurgischer Geheimer Rat und Kanzleidirektor (1668), zugleich Bevollmächtigter des Schenken von Limpurg Vollrath zu Limpurg sowie Syndikus des Reichsgrafenkollegs in Franken (1694). Dessen Familie veräußerte das Anwesen im Jahr 1779 an den hessen-darmstädtischen Geheimen Ratspräsidenten und Kanzler Friedrich Karl Freiherr von Moser.
Der inzwischen stark verfallene Komplex wurde von Moser in den folgenden drei Jahren renoviert und der südlich gelegene Wohntrakt um eine Achse nach Westen verlängert. Dafür legte er in diesem Bereich ohne Genehmigung die Stadtmauer nieder. Der Rechtsstreit darüber und seine von Ludwig IX. von Hessen-Darmstadt 1782 verfügte (und 1790 wieder annullierte) Landesverweisung wegen Untreue und Eigenmächtigkeit waren wohl die schwerwiegendsten Gründe zum Verkauf an Johann Franz von Lincker (auch: Lynker), der es 1784 nach nur zwei Jahren weiterverkaufte. Der Rechtsstreit wegen des Teilabrisses der Stadtmauer konnte erst 1786 beigelegt werden.
1784 kam das Schlösschen dann in den Besitz des Erbacher Grafen Gustav Ernst zu Erbach-Schönberg. Er wurde am 27. April 1739 auf Schloss Schönberg geboren, war Hauptmann im Regiment Royal Deuxponts, wurde 1768 mit dem Orden Pour le Mérite ausgezeichnet, war preußischer Generalmajor, verheiratet mit Henriette Christiana Gräfin zu Stolberg-Stolberg (3. August 1753–21. Januar 1816) und starb in Zwingenberg (wohl im Schlösschen) am 17. Februar 1812. Das Schlösschen in Zwingenberg war sein Lebensmittelpunkt, sein Sohn Gustav von Erbach-Schönberg wurde hier geboren. Nach dem Tod des Grafen 1812 wurde das vielgliedrige Anwesen aufgeteilt und an mehrere bürgerliche Personen verkauft. In der Folgezeit sind mehrfache Besitzerwechsel verzeichnet.
Im Jahre 1968 kaufte die Stadt Zwingenberg das Schlösschen mit den dazugehörigen Außenanlagen. Nach nur geringfügigen Umbauten wurde hier das neue Rathaus untergebracht. Am Hauptportal ist eine Gedenkplakette für die jüdischen Mitbürger Zwingenbergs angebracht, die dem Terror der Naziherrschaft zum Opfer fielen.

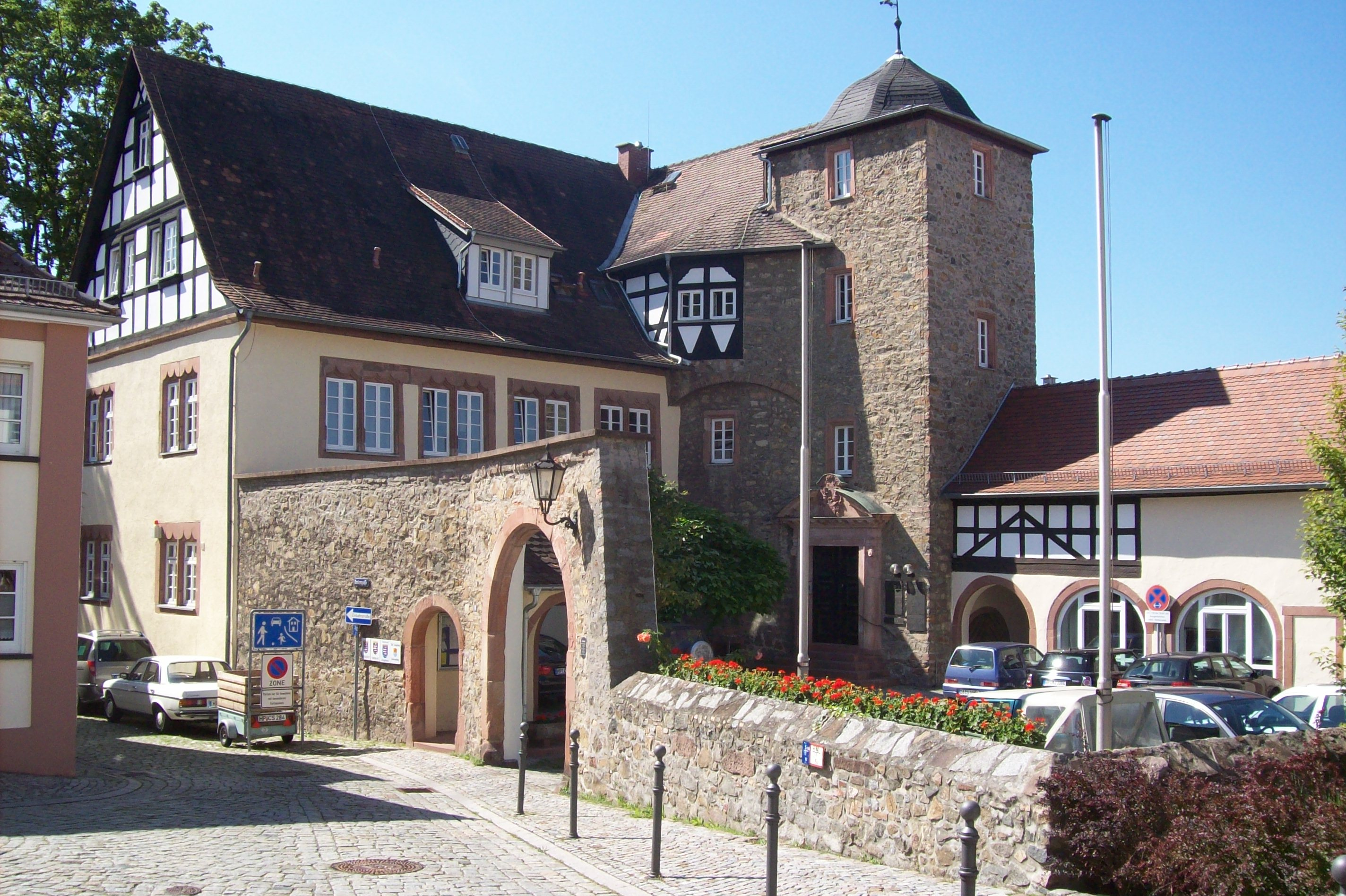
Die Burg und das heutige Rathaus von der Untergasse von Nordosten
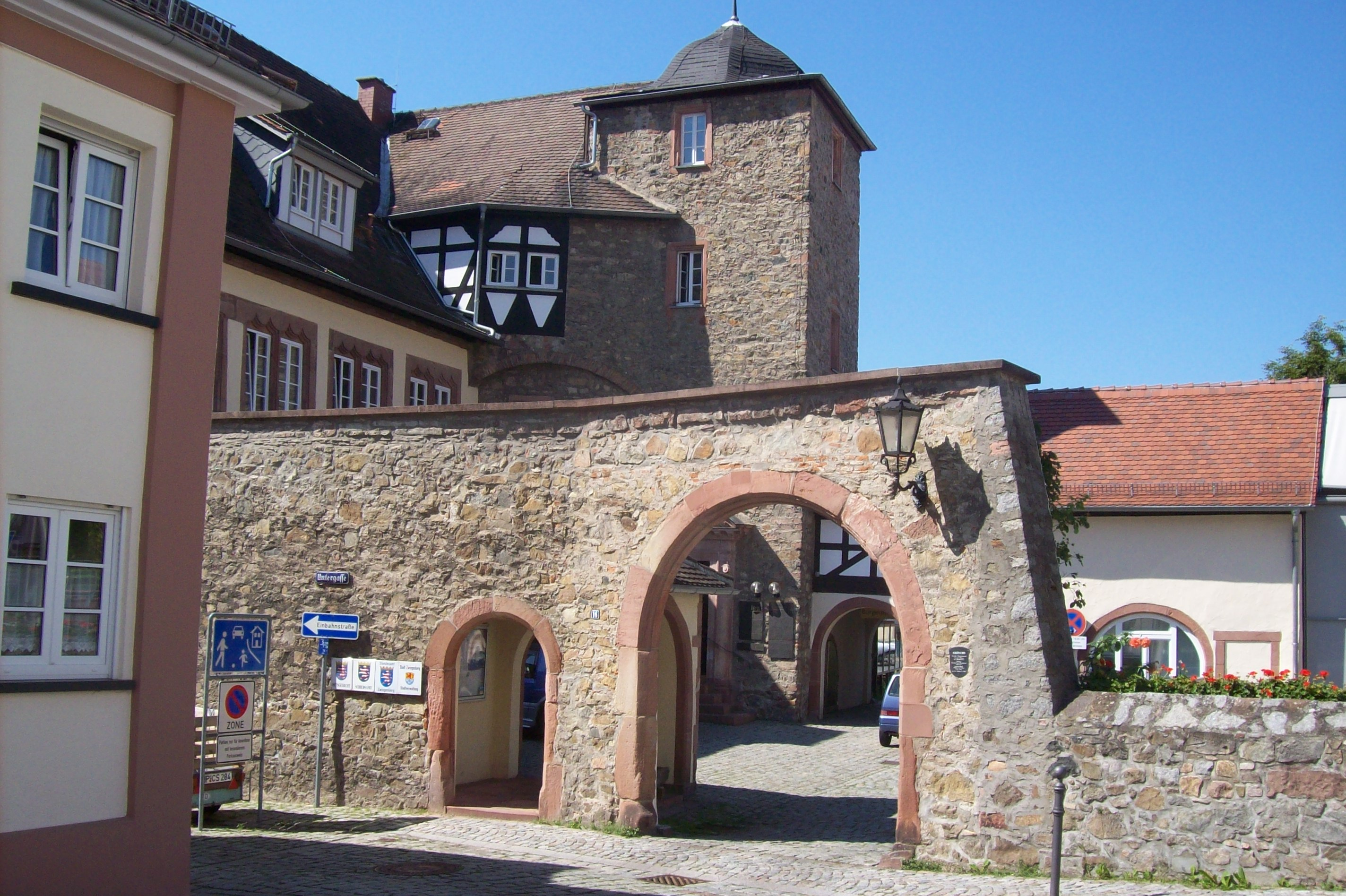
Eingangsbereich und Blick auf den Turm aus Richtung Osten
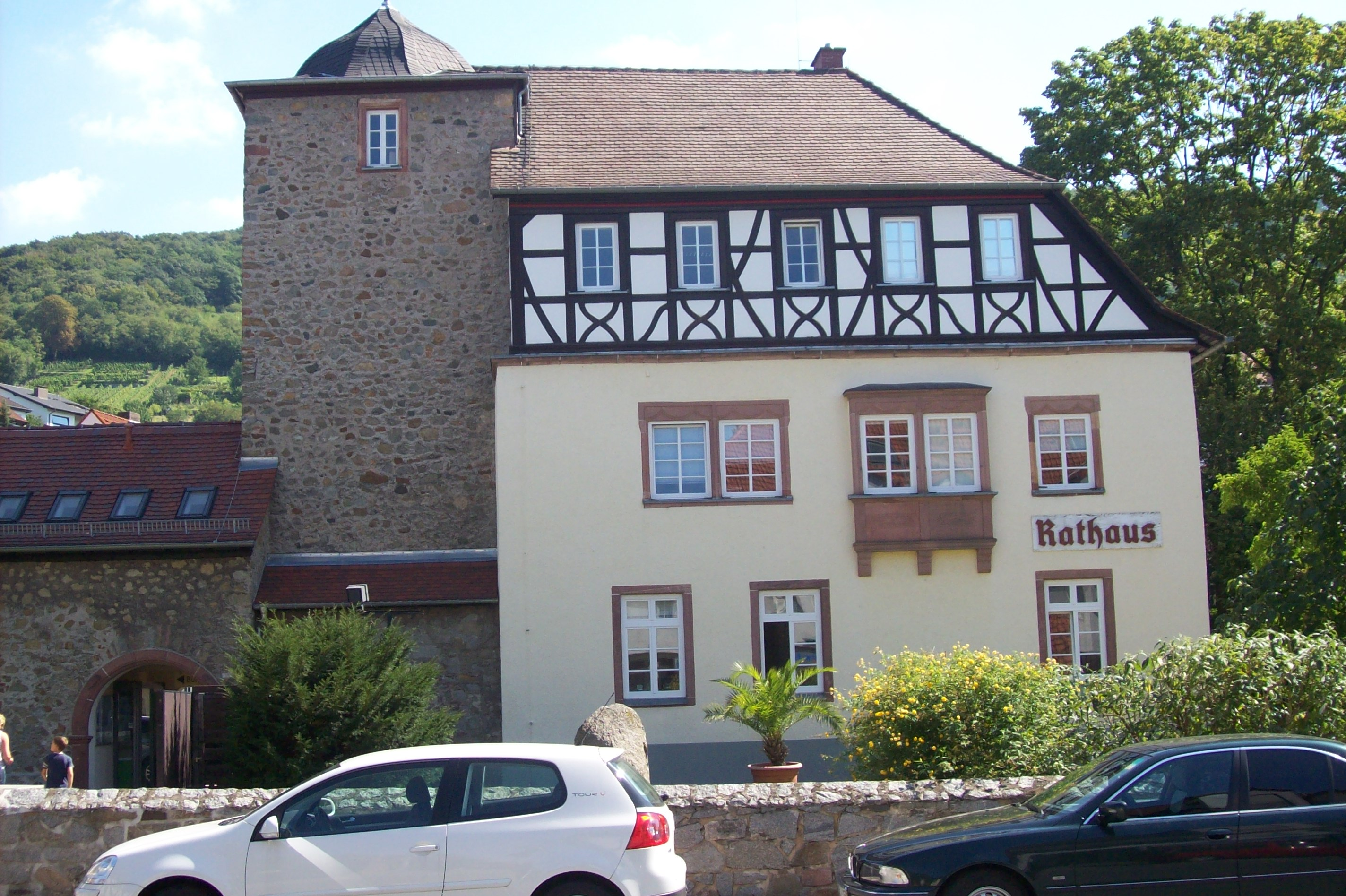
Ansicht von Westen: Turm mit flacher Haube und Verwaltungsgebäude

## Baubeschreibung

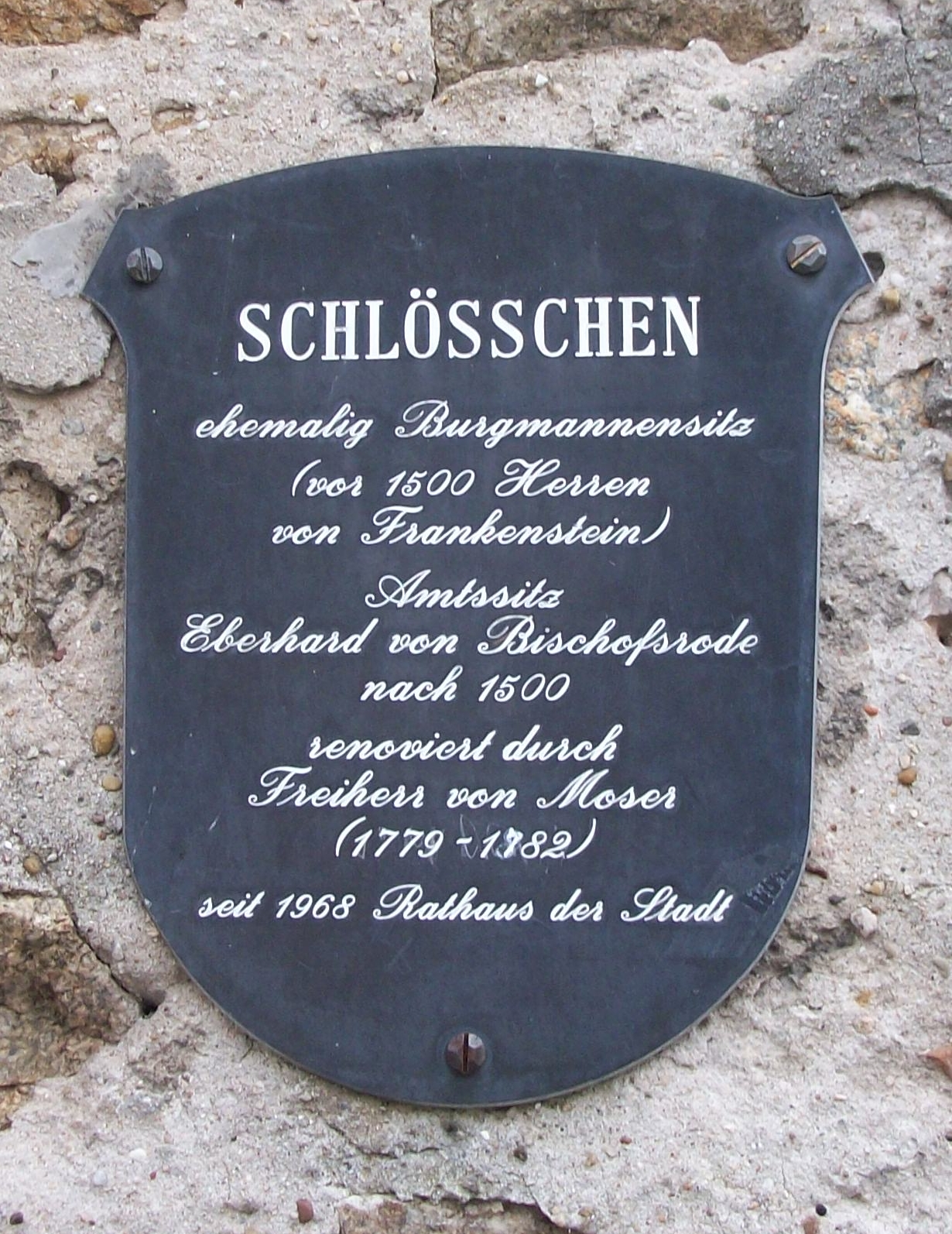
Informationstafel am Torbogen von der Untergasse in den Innenhof

Das heutige Gebäudeensemble, bestehend aus Burg und Schlossbau, ist wohl auf einer älteren Anlage erbaut, die ein Burgmannenhaus mit Stadtmauerturm umfasste und im Norden und Westen an die Stadtmauer angelehnt war. Der Komplex besteht aus dem ehemaligen Wohn- und Verwaltungsbau, dem über ein kurzes Zwischenglied angebundenen Mauerturm und Remisengebäuden.
Zur Untergasse wird der Hof durch eine hohe Mauer mit Tor- und Pfortenbogen abgeteilt, die nach dem Torbogen nur noch hüfthoch nordostwärts führt. Das Wohngebäude ist zweigeschossig und zum größten Teil von einem aufgeschobenen Satteldach überspannt, das im Westen in ein breit gelagertes Krüppelwalmdach mit Fachwerk – hier Feuerböcke und gebogene Streben – übergeht. Auch im Osten befinden sich Fachwerkgiebel. Die weitgehend regelmäßig gesetzten Fenster sind zumeist paarweise gekoppelt und zeigen im horizontalen Sturz eine seltene Vorhangornamentik. Am Westgiebel befindet sich ein flacher Fenstererker auf drei Konsolen. Der in der Hofecke gelegene, über eine Freitreppe erreichbare Eingang ins Wohnhaus hat ein rechteckiges Gewände, das im Sturz das Wappen des Herrn von Moser mit dem Ziegenbock zeigt.
Der viereckige Turm mit der äußerst flachen Haube ist viergeschossig und durch hochrechteckige Fenster belichtet. Der hofseitige Eingang, rechtwinklig zum Wohnhauseingang gelegen, zeigt ein prächtiges Sandsteinportal mit Viertelsäulen, ionischen Kapitellen und gesprengtem Rundbogen. Im Bogenfeld befindet sich ein differenziert ausgeführtes Wappen des Herrn von Fels. Eine barocke, zweiflügelige Tür bildet den Eingang. Das Obergeschoss des Verbindungsbaus ist wie der Ostgiebel des Wohnhauses in dekorativem Fachwerk ausgeführt. Nördlich des Turmes geht das Gebäude in die renovierte eingeschossige Remise mit rundbogigen Toren über.
Das Innere des Wohngebäudes, in dem Herr von Moser einen Gartensaal im antikisierenden Geschmack des ausgehenden 18. Jahrhunderts eingerichtet hatte, ist heute weitgehend der geänderten Nutzung angepasst. Der Aufgang im Turm erfolgt über eine gedrehte und profilierte Treppenspindel aus Odenwälder Rotsandstein.
Das ehemals herrschaftliche Anwesen, das mittelalterliche, vor allem spätgotische Stilelemente mit solchen des Barock verbindet, ist für die heutige Stadt von besonderer orts- und kunstgeschichtlicher Bedeutung, darüber hinaus aber auch von städtebaulichem Wert, dessen sich die Stadt mit der Renovierung nach Übernahme und Nutzung als Rathaus wohl bewusst ist.
In den Denkmalbüchern des 20. Jahrhunderts wird das Schlösschen wie folgt beschrieben:
- „Rechteckiger Wohnbau, an der Nordseite durch schmales Zwischenstück angeschlossener quadratischer Treppenturm, ehem. Stadtturm – Bruchsteinmauerwerk. Werkstücke Rotsandstein; Hauptgebäude zweigeschossig. Nach Westen um eine Achse verlängert (um 1780), mit einseitigem Ziegel-Satteldach, im Westen Krüppelwalmdach. […] Nach dem Hof rechteckiges Portal mit Wappen des Herrn von Moser (Ziegenbock).“[7]
- „Zweistöckiges Giebelhaus; im Winkel um den Hof herum schließt sich die rechteckige, vierstöckige Treppenturmanlage an. […] Der Turm trägt eine sehr flache Schieferhaube. […] Vom Hof her zwei aufgetreppte Eingänge; der kleinere, einfache, mit glatten, rechtkantigem Gewände, führt ins Haupthaus; im Scheitel sitzt ein gekröntes Wappen mit Ziegenbock.“[8]

## Heutige Nutzung
Das Schlösschen beherbergt als Rathaus heute die gesamte Verwaltung der Stadt Zwingenberg an der Bergstraße. Die verschiedenen Ämter sind auf die einzelnen Etagen verteilt. Die nach Westen hin angrenzende ehemalige Gartenanlage wurde zu einem Park umgestaltet und führt den Namen der französischen Partnerstadt Pierrefonds.

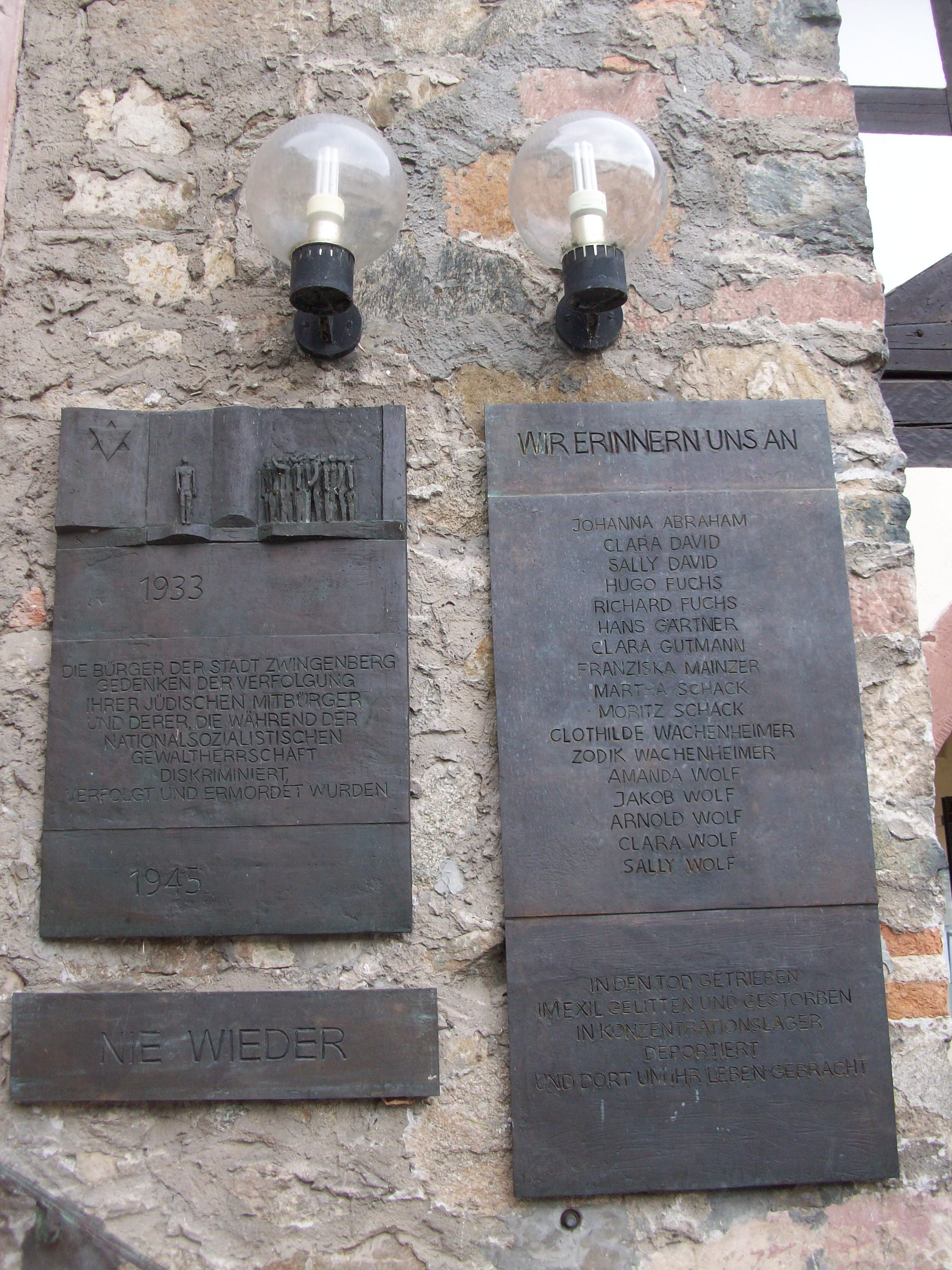
Gedenktafel für die jüdischen Opfer der Nazizeit am Haupteingang
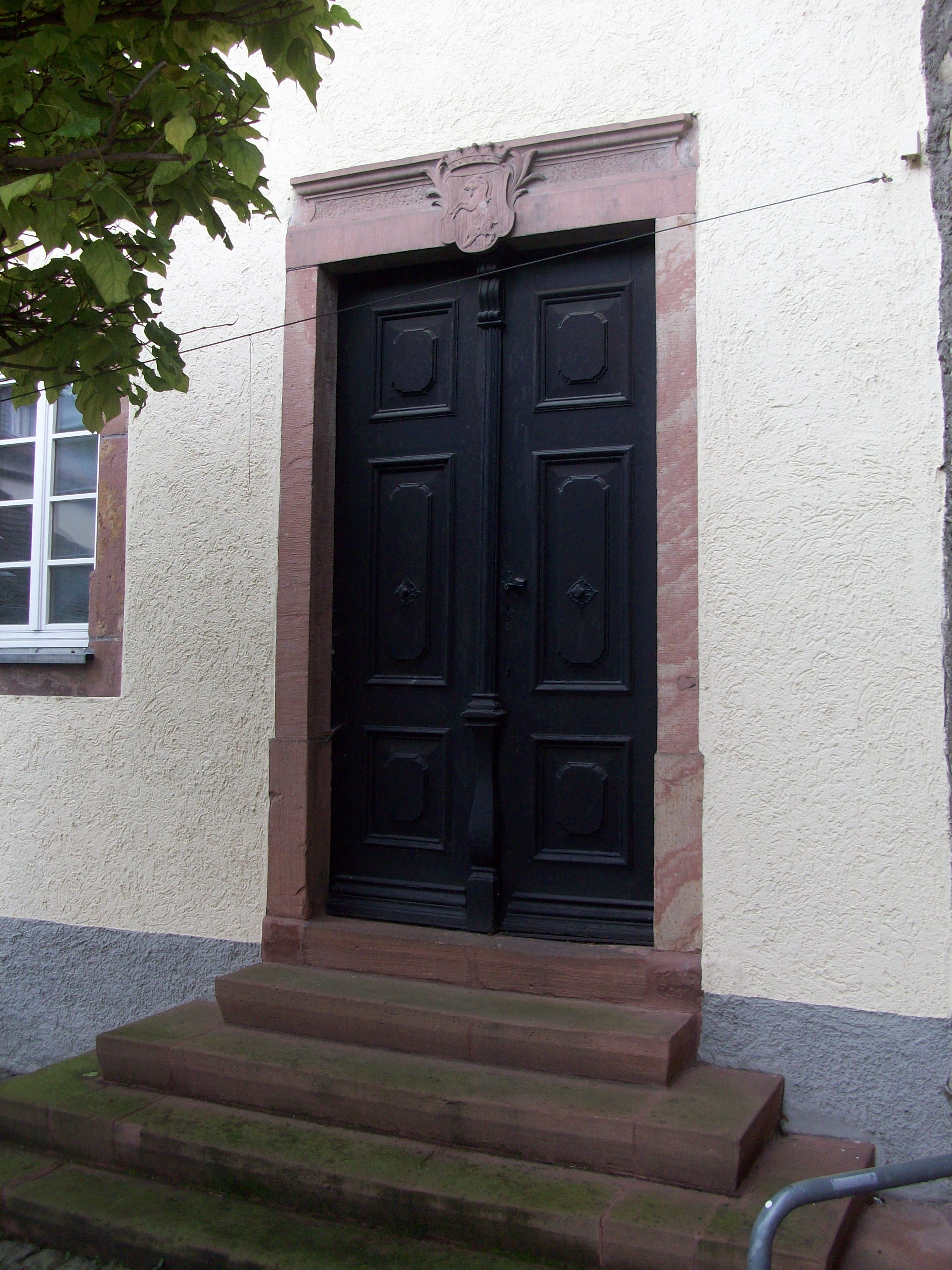
Eingang zum Wohnhaus mit Wappen über dem Sturz
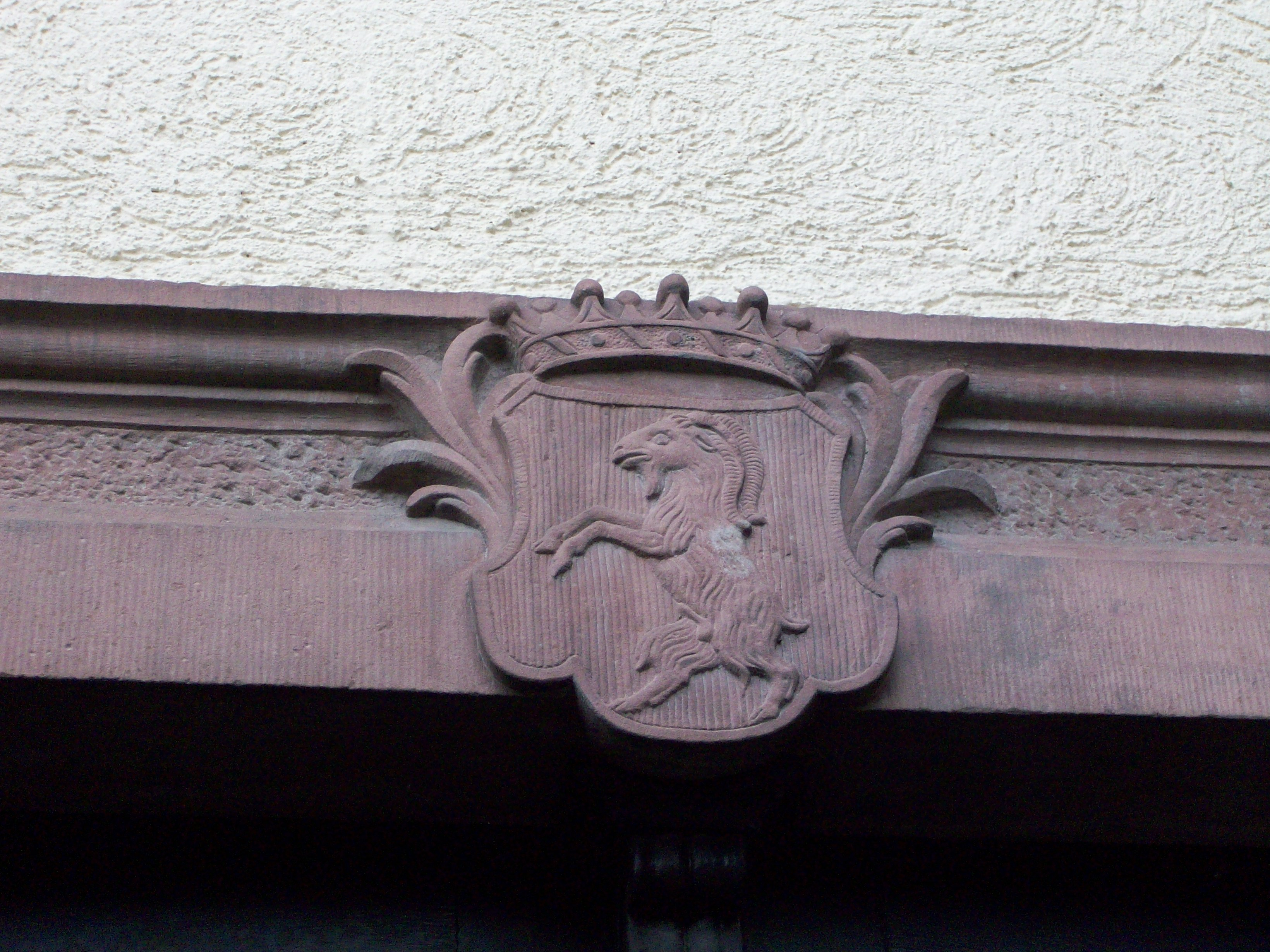
Das Wappen von Friedrich Karl Freiherr von Moser – der Ziegenbock
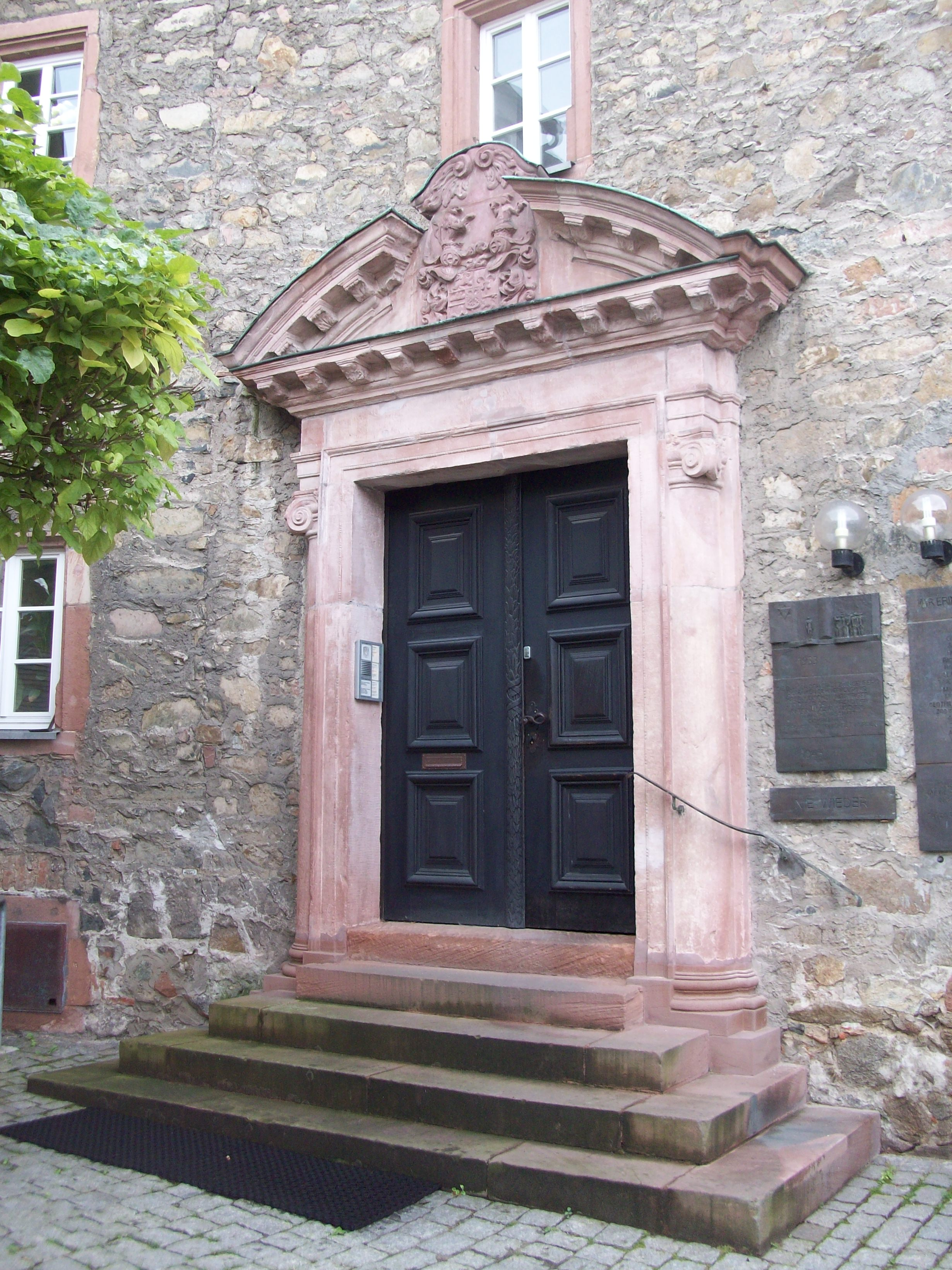
Haupteingang am Turm mit Portal und Wappen der Herren von Fels